# Flavius Felix
Flavius Felix (overleden in 430) was een generaal van het West-Romeinse rijk, die een aantal jaren de prominente rang van magister militum vervulde. Zijn positie was allerminst zeker, want aan het keizerlijk hof te Ravenna streden diverse rivaliserende partijen om de macht. Felix werd vermoord, waarschijnlijk op bevel van Flavius Aetius, zijn grootste rivaal.

## Geschiedenis

### Carrière
Felix diende tijdens het bewind van de keizers Theodosius II en Valentinianus II. Mogelijk was hij in 420 proconsul van de Noord-Afrikaanse provincie Africa. Na de afzetting van keizer Iohannes in 425 en de verbanning van diens vertrouweling en opperbevelhebber Castinus, bereikte Felix op voorspraak van Galla Placidia, de weduwe van de overleden keizer Constantius III, de hoogste militaire rang in het West-Romeinse leger. Hij was consul in 428 en verwierf ook de prestigieuze titel van patricius (430).
In het krachtenveld waarin Felix vertoefde was voortdurend sprake van intriges, rivaliteit en moord. In Ravenna ontbrak een krachtige heerser, omdat de keizer Valentinianus III minderjarig was en het rijk bestuurd werd door zijn moeder Galla Placidia. De keizerin-moeder liet zich leiden door haar adviseurs, naast Felix dongen ook de generaals Bonifatius en Aetius om haar gunsten. Daarbij liet ook Felix zich niet onbetuigd: in 426 beval hij de dood van Patroclus, bisschop van Arelate, en van Titus, diaken in Rome. In 429 lijkt Felix overschaduwd te worden door Aetius. Hij verwierf weliswaar de pretentieuze functie van particius in 430, maar lijkt zijn greep op het leger te hebben verloren als Aetius door Galla Placida tot magister equitum praesentalis werd benoemd, een gelijkwaardige militaire rang.

### Magister militium
Tussen 425 en 429 was Felix de belangrijkste militair in het westen. In die periode was sprake van een grote opstand onder de Visigoten in Gallië en Hispanië. Hij hield zich voornamelijk op in Italië en liet de aansturing van zijn legers over aan de jongere en ambitieuze generaals Bonifatius en Flavius Aetius. Aan Felix moeten we de reorganisatie van de verdedigingen van de Donau-provincies in 427-428 na Christus toeschrijven (waarvoor we bewijs vinden in de Notitia dignitatum). Als opperbevelhebber van het westelijke Romeinse leger, probeerde Felix het centrale gezag te herstellen door onafhankelijke actoren uit te schakelen. Patroclus, de machtige bisschop van Arles, was zijn eerste slachtoffer. . Vervolgens probeerde hij  Bonifatius uit de weg te ruimen met achteraf rampzalige gevolgen.

## Opstand van Bonifatius
Toen in 427 Bonifatius in Noord-Afrika in opstand kwam, stuurde Felix twee expeditielegers hiernaartoe, waarvan het eerste faalde nadat de Hunnen onder Sanoeces zich tegen de Romeinse leiding verzetten, en het tweede geleid door de Visigotische generaal Sigiswult resulteerde in een impasse van twee jaar. Bonifatius werd in het nauw gedreven, maar niet definitief verslagen. Uiteindelijk vonden vredesgesprekken plaats in 429 waarbij Bonifatius werd gerehabiliteerd.

## Rivaliteit met Aetius
De bevordering van Felix door Galla Placidia in 430 tot patricius kan niet gezien worden als beloning voor zijn inspanningen om het gevaar dat Bonifatius vormde te neutraliseren (wat feitelijk een mislukking was), maar ter voorkoming van nog meer afgunst door de groeiende macht van Aetius die nu gelijkwaardig was in rang.. Er was al langer sprake van rivaliteit tussen de generaals. Men gaat ervan uit dat Aetius zich bewust afzijdig hield tijdens de burgeroorlog tegen Bonifatius door campagnes te voeren tegen de Franken. Bewijs dat hij actief betrokken was in de burgeroorlog ontbreekt.

### Samenzwering en moord
Hetzelfde patroon zien we terug als het keizerlijk bewind Aetius beveelt om de campagne in de Alpen te staken, met zijn troepen naar Italië te gaan om samen met Felix voorbereiding te treffen in de oorlog tegen de Vandalen. Aetius weigerde troepen te leveren en voerde in plaats daarvan campagne in Noricum tegen de opstandige bevolking. Het belangrijkste bewijs hiervan ligt in de timing van de moorden en Aetius' onmiddellijke route daarna. Aetius liet Felix vermoorden rond dezelfde tijd dat de Vandalen de troepen van Bonifatius in het nauw hadden gedreven.
Felix, zijn vrouw Padusia en een diaken genaamd Grunnitus werden in mei 430 vermoord in de Basilica Ursiana in Ravenna door muitende soldaten. Volgens de Griekse historicus Priscus werd Felix beschuldigd van samenzwering tegen Aetius met de moeder van de keizer Valentinianus, Galla Placidia, en vond de vermoord op bevel van Aetius plaats.

## Consulaat
In 428 werd Felix gekozen tot consul voor het Westen, een ceremoniële ere-functie die ieder jaar door iemand anders vervuld werd. Van Felix is een gesneden ivoren consulaire tweeluik bekend die opvalt door zijn zeer gedetailleerde kleding. Het tweeluik, waarvan aangenomen wordt dat dit de oudste tot nu toe bekende is. De afbeelding bleef intact tot de Franse Revolutie, toen het rechterblad gestolen werd.